# Religión protoindoeuropea

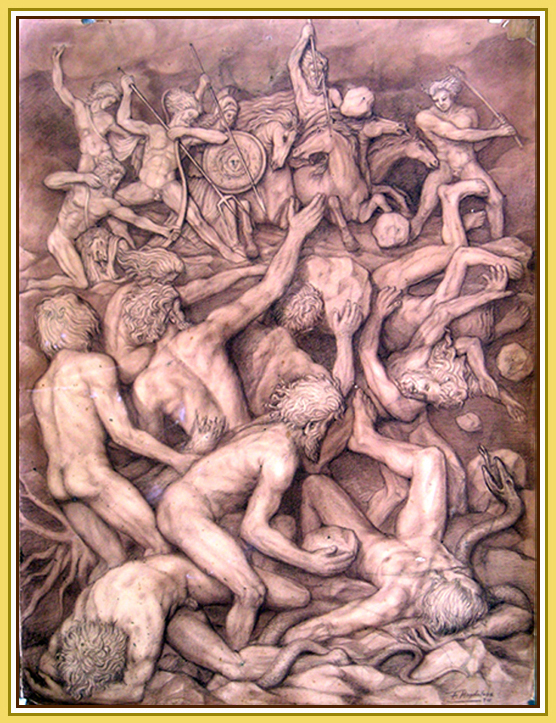
Gigantomaquia (dibujo).

La religión protoindoeuropea es el conjunto de mitos, deidades y creencias practicadas por los pueblos protoindoeuropeos, los hipotéticos hablantes del reconstruido idioma protoindoeuropeo. Si bien no hay evidencias directas de los motivos mitológicos – en tanto los hablantes de protoindoeuropeo vivieron en sociedades preliterarias – académicos en el área de la mitología comparada han reconstruido detalles a partir de similitudes heredadas entre lenguas indoeuropeas, basados en el supuesto de que partes de los sistemas de creencias originales protodoindoeuropeas sobrevivieron en tradiciones heredadas.
La existencia de similitudes entre los dioses y las prácticas religiosas entre los pueblos indoeuropeos sugiere que en cualquiera de las poblaciones que ellos formaran tenían una forma de religión politeísta. De hecho, el conocimiento que se tiene de la religión protoindoeuropea se basa en conjeturas basadas en la historia posterior de los pueblos indoeuropeos, en la evidencia lingüística común a las lenguas indoeuropeas y en las religiones comparadas.
El panteón protoindoeuropeo incluye una serie de deidades reconstruidas de manera segura, ya que son a la vez cognados—hermanos lingüísticos de un origen común—, y están asociadas a atributos y cuerpo de mitos similares: como *Dyḗws Ph₂tḗr, el dios de la luz del día-cielo; su consorte *Dʰéǵʰōm, la madre tierra; su hija *H₂éwsōs, la diosa del amanecer; sus hijos los Gemelos Divinos; y *Seh₂ul, una diosa solar. Algunas deidades, como el dios del clima *Perkʷunos o el dios pastor *Péh₂usōn, sólo están atestiguadas en un número limitado de tradiciones – occidentales (europeas) y greco-arias, respectivamente- y, por tanto, podrían representar adiciones tardías que no se extendieron por los distintos dialectos indoeuropeos.
Algunos mitos también pueden datarse con seguridad a la época protoindoeuropea, ya que presentan indicios lingüísticos y temáticos de un motivo heredado: una historia que representa a una figura mítica asociada con el trueno y que mata a una serpiente de varias cabezas para liberar torrentes de agua que habían sido retenidos previamente; un mito de la creación que implica a dos hermanos, uno de los cuales sacrifica al otro para crear el mundo; y, probablemente, la creencia de que el Otro Mundo estaba custodiado por un perro guardián y sólo se podía llegar a él cruzando un río.
Existen varias escuelas de pensamiento sobre las posibles interpretaciones de la mitología protoindoeuropea reconstruida. Las principales mitologías utilizadas en la reconstrucción comparativa son la indoirania, la báltica, la romana y la nórdica, a menudo apoyadas también con evidencia proveniente de las tradiciones celta, griega, eslava, hitita, armenia, iliria y albanesa.
Se pueden encontrar suficientes pistas de esta religión ancestral en las coincidencias entre idiomas y religiones propias de las personas indoeuropeas como para presuponer que esta religión existió, aunque cualquier detalle es una conjetura. Mientras las similares costumbres religiosas entre las gentes indoeuropeas pueden facilitar evidencias de una herencia religiosa compartida, una costumbre compartida no indica necesariamente una fuente común para dicha costumbre; algunas de esas prácticas pueden haber surgido en un proceso de evolución paralelo.
Según algunos ensayos divulgativos, en la raíz de la cultura indoeuropea ya existía la creencia de que existe algo después de la muerte, como revelan los ajuares funerarios de los kurganes y otros restos arqueológicos documentados.
Investigadores como Marija Gimbutas, Antonio Blanco Freijeiro y Georges Dumezil afirman que la primera naturaleza de los diversos dioses que adoraban los diferentes pueblos indoeuropeos probablemente fuera de carácter celestial, atmosférico o incluso astrológico, asumiendo la idea de que las divinidades vivían en los cielos y desde ellos se manifestaban. De hecho, los grandes dioses indoeuropeos, como el nórdico Thor, hitita Tarhun, indio Indra o el griego Zeus, son Señores del Rayo.
Otros autores en cambio, como Antoine Meillet, se muestran escépticos a la idea de una religión raíz entre los indoeuropeos, debido a la enorme diversidad de cultos identificada desde los yacimientos más antiguos.
De hecho, las prácticas culturales entre los pueblos indoeuropeos son tan variadas que es imposible situar con exactitud un solo ritual que se remonte al período común.
Pero al lado del «culto positivo» (el sacrificio) en donde la concepción se ha manifestado como contradictoria, existe un «culto negativo» consistente en prohibiciones. El vocabulario distingue en el seno de varias lenguas un sagrado positivo y un sagrado negativo.
En el indoiranio, la raíz iazh que designa al culto en general, significa etimológicamente ‘no ofender’, ‘respetar’. Una similar evolución se da en el griego de épocas históricas con el verbo σεβασμός (sevasmós). En germánico antiguo el reemplazo del antiguo nombre de los dioses *teiwa (*deywo) por *guda «libación», solo es comprensible a partir de expresiones tales como «respetar las libaciones (acompañando los pactos solemnes»). En fin, es a partir del culto negativo cuando ha sido creada la designación de «religión» en la mayoría de las idiomas europeos: en latín, religio significa ‘escrúpulo, respeto escrupuloso’, en particular en lo concerniente a los pactos: la religio sacramenti (‘respeto a la palabra dada’).

## Juramento de Mattiwaza

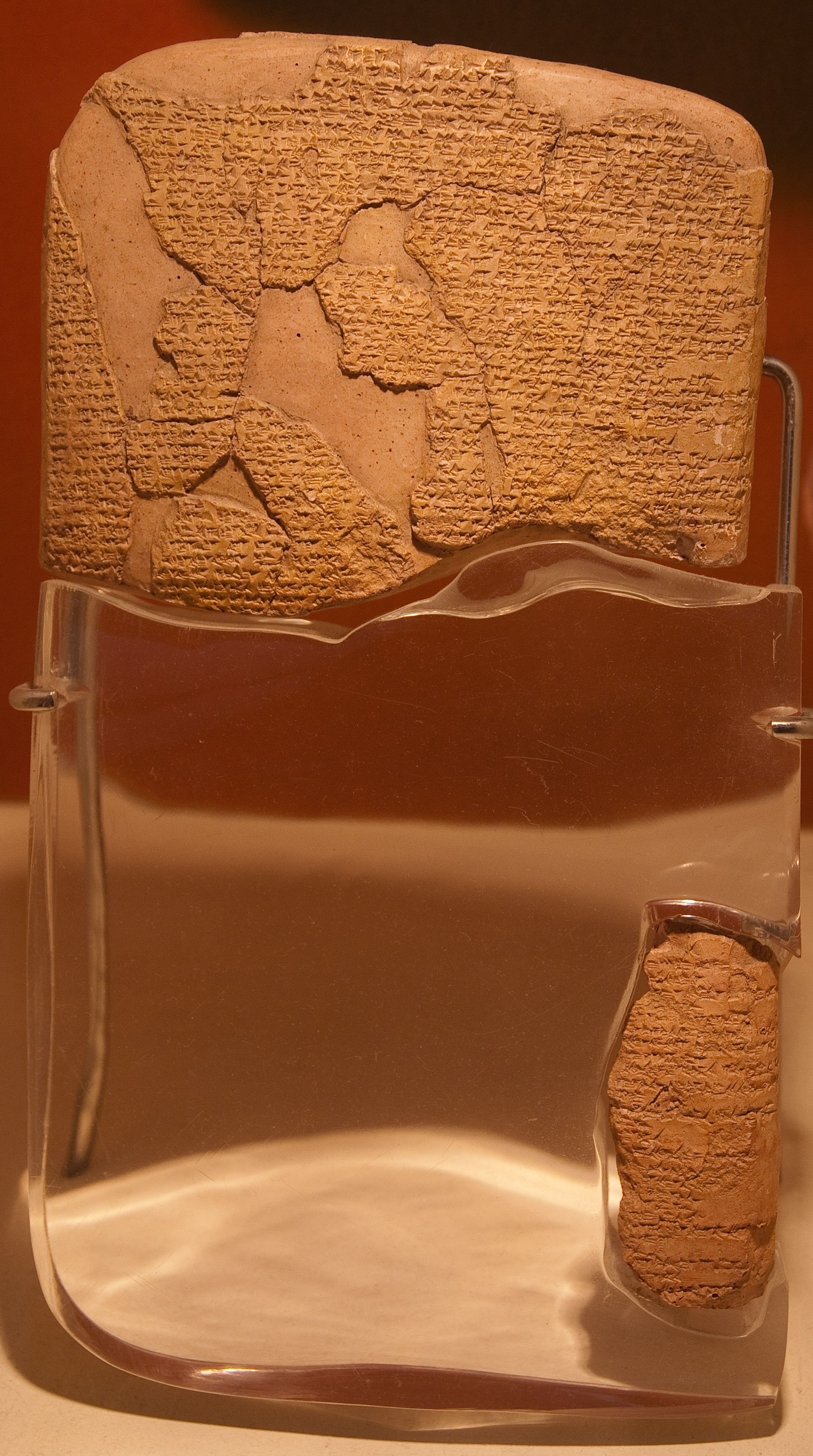
Tabla con el Juramento de Matiwaza en escritura cuneiforme.

Es un documento que para muchos arqueólogos e historiadores, encabezados por Georges Dumezil, evidencia el origen común y las importantes relaciones entre las religiones de los pueblos indoeuropeos, que podría indicar la existencia de una probable religión protoindoeuropea anterior a su diversificación.
En el año 1907 d. C. se descubrió en Bogazkoy (la antigua Hattusa, capital del Imperio hitita), un juramento de fidelidad al emperador Suppiluliuma I, suscrito por su vasallo Mattiwaza, rey de Mitanni, a quien el primero había repuesto en el trono y concedido además la mano de una de sus hijas. Estos dos faustos sucesos, restauración y boda, debieron de ocurrir alrededor del 1340 a. C., y significaron un respiro ―el último respiro― para el reino de los mitanios, reducido ya por los hititas a un estado de humillante postración.
En el documento, Mattiwaza se comprometía a mantenerse fiel al emperador de Hatti, poniendo por testigos y garantes no solo a varios dioses babilónicos y sirio-hititas, sino también a unas divinidades ajenas a las religiones hasta entonces conocidas en Asia Menor, y muy familiares en cambio a la literatura india antigua, a saber: Mitra, Varuna, Indra y los dos Nasatía o Asuin (estos dos últimos una pareja de mellizos).
No se trataba, pues, de dioses comunes a los indoeuropeos anatolios, tronco al que los hititas pertenecían, sino de divinidades específicas de su rama más oriental, la de las lenguas indoeuropeas en satam (indoiraní), a la que correspondían los hablantes del sánscrito y del iranio.
Una de las explicaciones más consensuadas entre los expertos para este fenómeno es que, hacia el año 2000 a. C., los antepasados de los mitanios se desvincularon de sus hermanos indoiranios y se dirigieron hacia la Alta Mesopotamia, mientras los demás lo hacían hacia la India, donde llegarían a dominar a la población aborigen, pese a hallarse ésta en un estadio de civilización mucho más avanzado que el de sus dominadores, una civilización plenamente urbana, dueña de una escritura propia e incluso de un arte refinado, particularmente en el terreno de la glíptica (la llamada cultura de Mohenjo Daro).

## Teoría de las tres funciones
Según el antropólogo francés Georges Dumezil, las bandas de conquistadores arios que durante el segundo milenio antes de Cristo se expandieron desde Siria hasta el río Indo, tenían una explicación mística del mundo y la sociedad. Tanto ésta como los mismos dioses se agrupaban y organizaban en tres órdenes: soberanía mágica y jurídica ―sacerdocio―, vigor guerrero ―aristocracia militar―, y los productores o trabajadores.

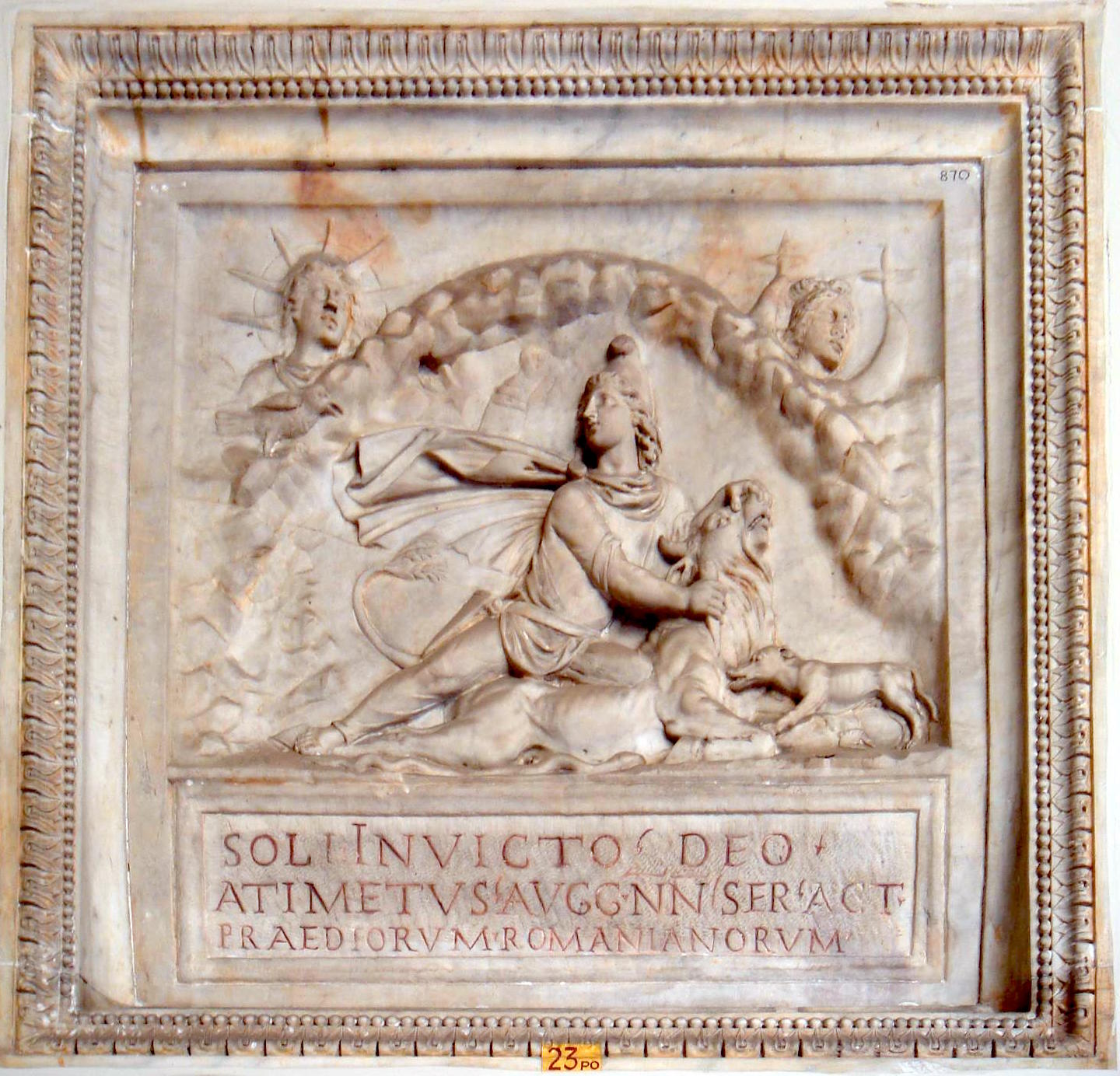
El Mitra persa (Museo Vaticano).

Mitra, Varuna, Indra y los dos Nasatiya, el quinteto de dioses propio de los mitanios por quienes jura el rey Mattiwaza, no son unos cualesquiera, sino que espejan los estratos o castas de la sociedad aria: Mitra y Varuna (el nombre de este, derivado del indoeuropeo Worvenos, es el mismo que el de Ouranós, Urano, el firmamento, de los griegos) son los dioses del estrato de los brahmana o sacerdotes; Indra corresponde a la casta de los guerreros, los ksatriya y, por último, los dos Nasatiya representan a la tercera clase social, la de los vais/a, ganaderos, agricultores y, en general, productores de todo orden.

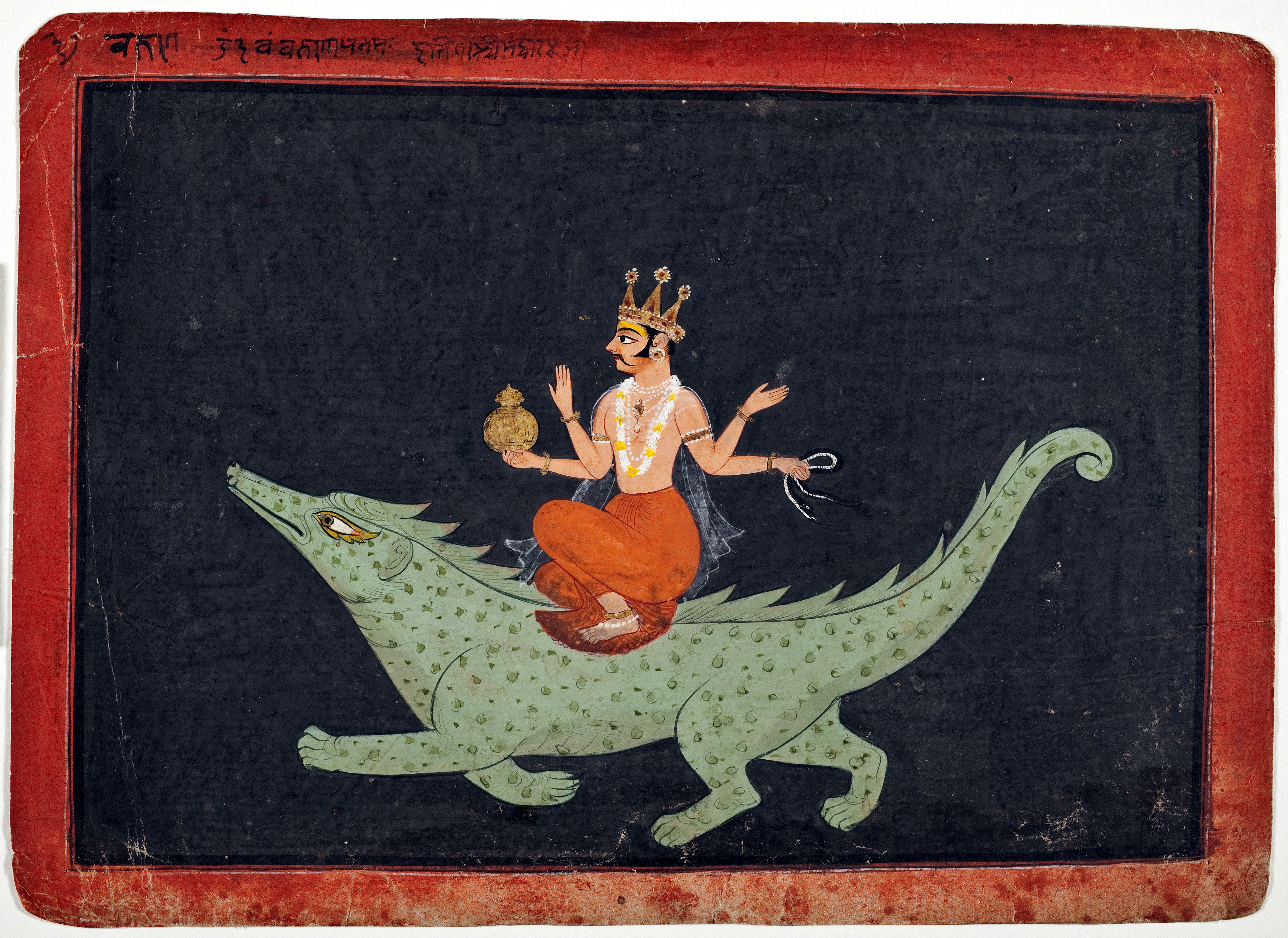
El dios hinduista Varuna.

Varuna y Mitra representaban los aspectos antagónicos y complementarios del mundo espiritual.
Varuna era la ley, la exigencia, el dominio de los dioses superiores sobre los pobres mortales, imponiendo el destino y el deber, dios fuerte y celoso, encargado de castigar y juzgar a los hombres. Es un dios misterioso, que representa al mundo de ultratumba.
En cambio Mitra es amistoso, comprensivo con los hombres. Aunque también es juez, es el abogado de los hombres, un dios benéfico, tranquilizante, inspirador de actos y relaciones honestas, pacífico. Representa la vida que su mundo le da al nuestro.

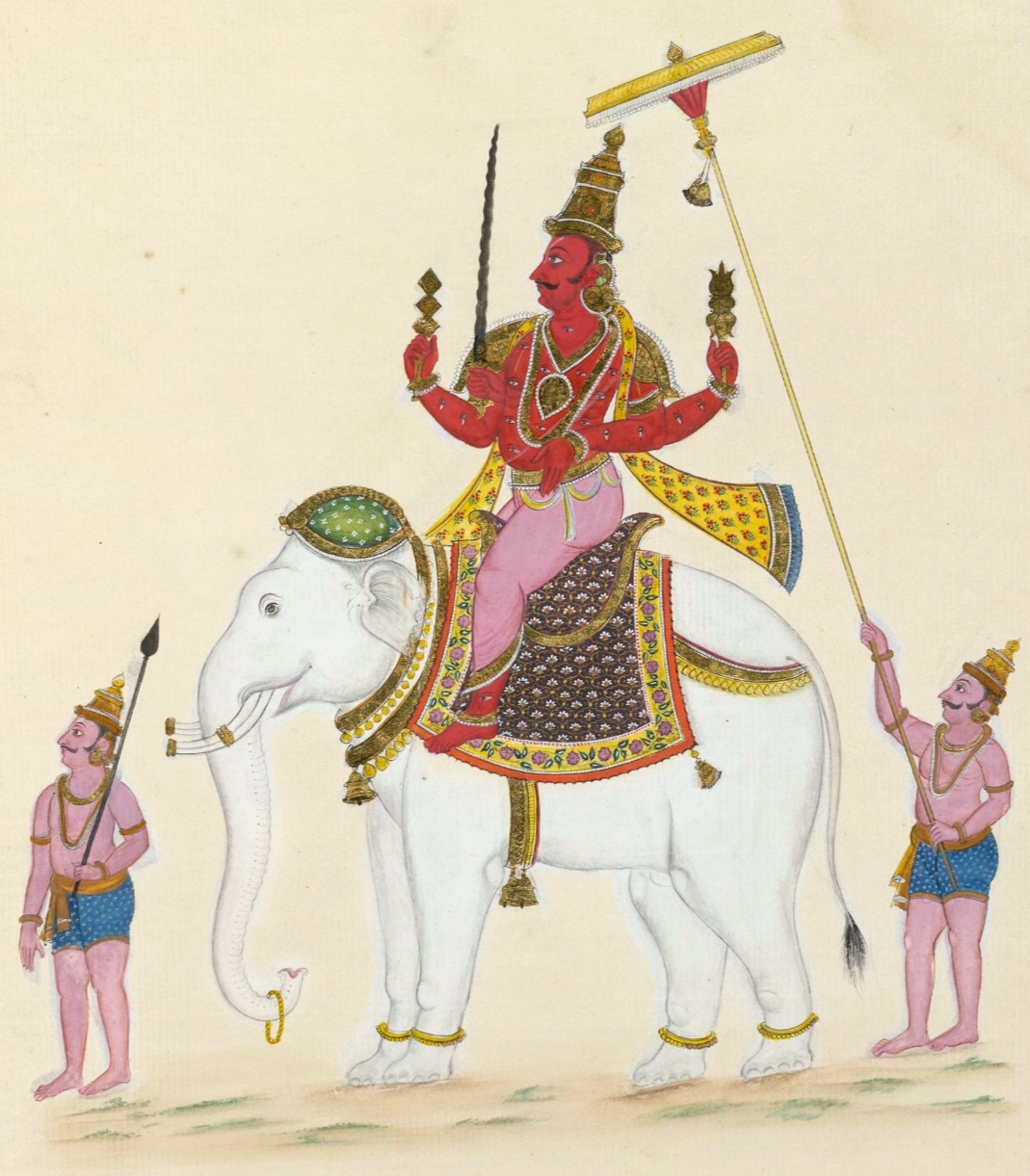
El dios hinduista Indra.

Indra, como supremo dios guerrero, bendice la fuerza con la que el soldado obtiene la victoria, mantiene el orden social interno y defiende a la comunidad de agresiones externas, permitiéndole además tomar posesión de los territorios y/o riquezas de los enemigos que entrega en sus manos. Campeón voraz, su arma es el rayo, con el que abate a los demonios y gigantes y salva el universo (historia que se repetiría una y otra vez en las diferentes mitologías indoeuropeas, personificando a Indra en Zeus en el caso de los helenos, en Thor por los nórdicos, etc.).

## Panteones
Los indoeuropeos poseían una mitología basada en triadas. Al separarse los indoeuropeos sus mitologías se mezclaron con las de los pueblos autóctonos que invadían. Los nombres también variaron. Por ejemplo, Varuna se convirtió en Urano, dios del cielo de los griegos. Indra, y al llegar a Grecia tomó los atributos de hijo de la diosa madre local (Rea), y se convirtió en Zeus. 
En el caso de Italia, los indoeuropeos comenzaron a adorar a Indra padre e Indra madre, o sea Iun-piter y Iun-mater, que se convertirían en Iu-piter e Iunus (Júpiter y Juno). Los seguidores de Indra eran los dioses indoeuropeos llamados Marutes, armados de hachas. Los indoeuropeos latinos hicieron de los Marutes uno solo, Marut, Maris o Marte. Este personaje se convirtió en el dios de la guerra. En Grecia los indoeuropeos convirtieron a Marut o Maris en Ares.
Mitra, el dios del sol, sobrevivió con ese nombre en India y Persia. En Grecia fue suplantado por la divinidad local Febo mientras que en Italia fue abandonado por el dios grecoetrusco Aplu, convertido en Apolo.
En Grecia e Italia, antes de la llegada de los indoeuropeos, se adoraban diosas madres. La diosa de la sabiduría en Grecia era Atena, convertida en Atenea. En Italia, entre los etruscos, la diosa de la sabiduría era Mnerva, de donde viene Minerva.
En resumen, los indoeuropeos tenían una mitología con un probable origen común, según los estudios lingüísticos de Rasmus Christian Rask y Franz Bopp, y sobre todo los de mitología comparada de Georges Dumezil. La Italia y la Grecia preindoeuropea poseían también una religión matriarcal similar, debido a la cercanía geográfica. Las mitologías griega y romana divergieron al adaptarse a entornos diferentes. Sin embargo, al aumentar los contactos entre Grecia y Roma sus mitologías fueron reunificadas. El parecido se debe más a un origen común que al hecho de que una haya sido copiada de la otra.

## ¿Anteceden la idea de la Trinidad?

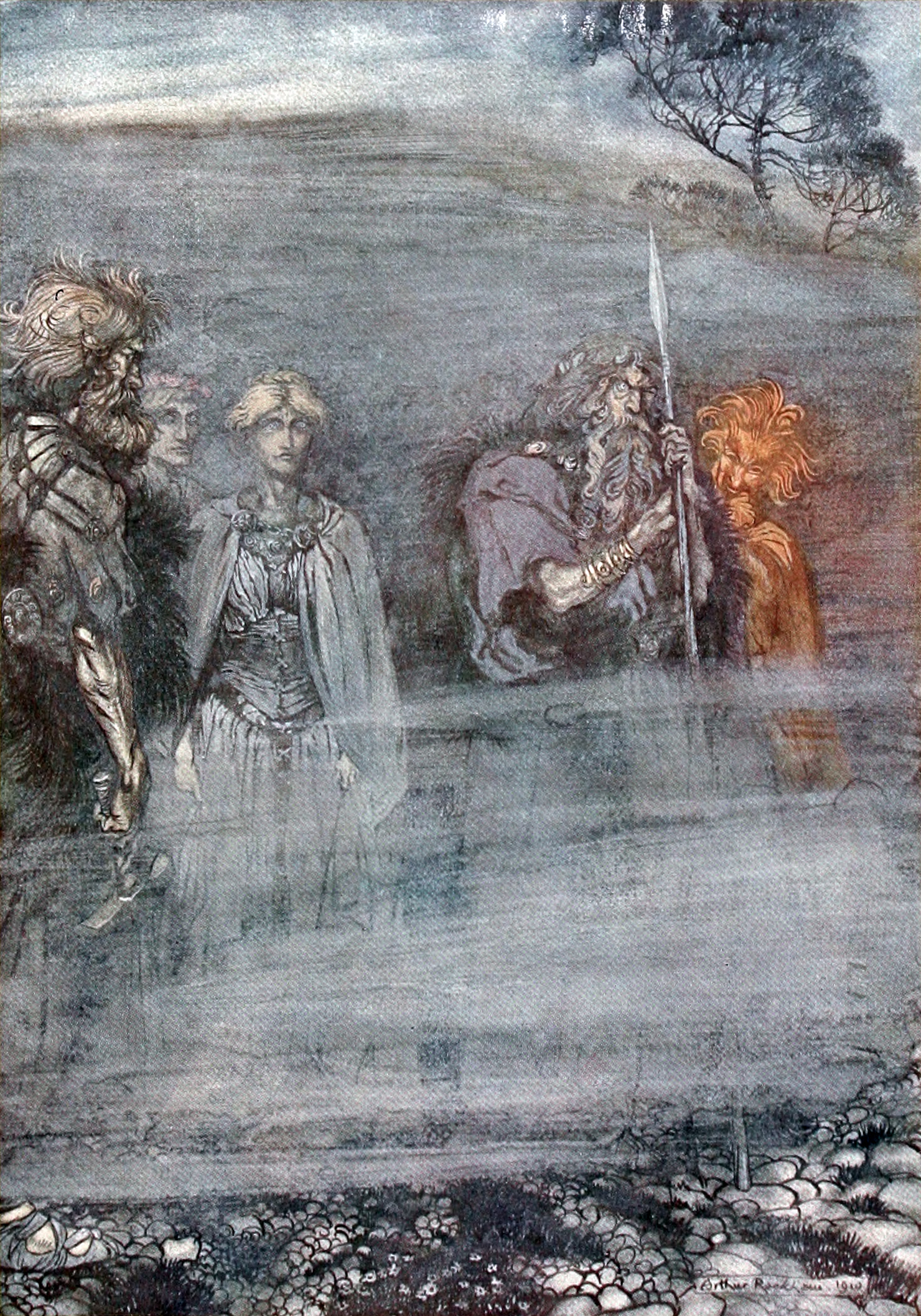
El oro del Rin y las valkirias.

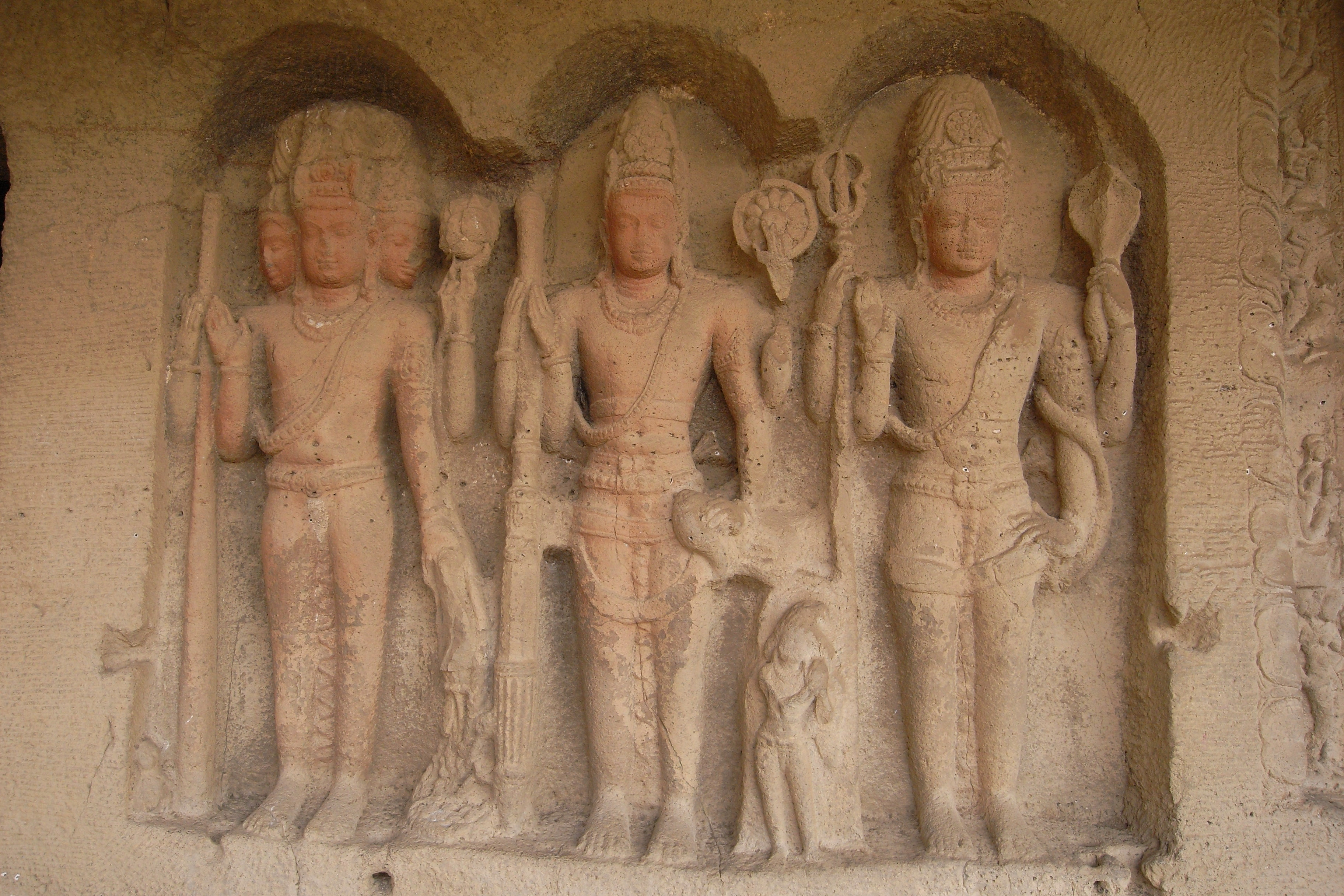
Trimurti (‘tres dioses’) en Ellora.

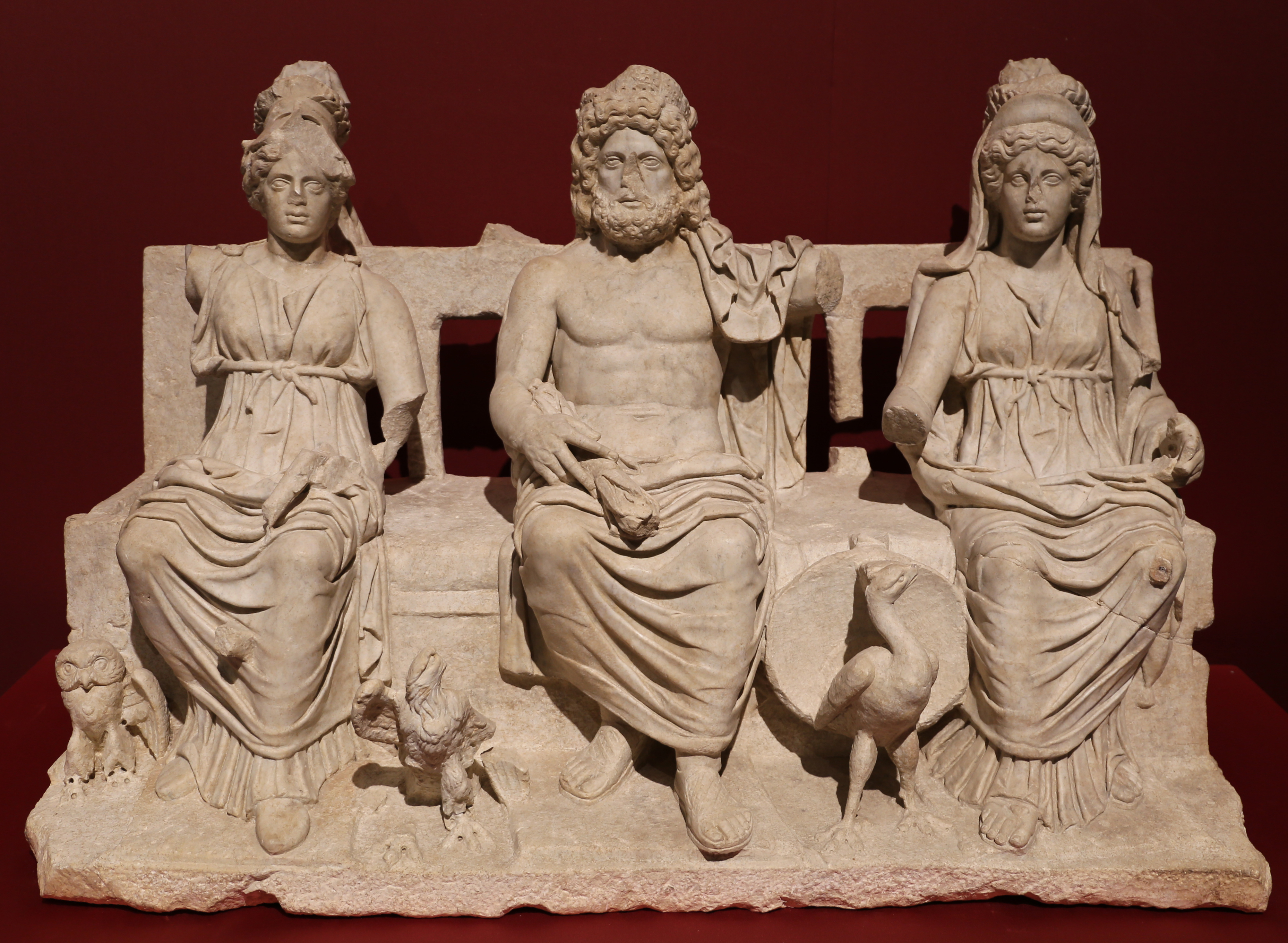
Tríada capitolina.

Los notables estudios del antropólogo francés Georges Dumezil a partir de la mitología de los pueblos considerados indoeuropeos, han enfatizado el hecho de que muchos de ellos coincidan en coronar su panteón con una trinidad divina.
Es el caso de la trinidad integrada por Esus, Tutatis y Taranis en la religión de los celtas, por Thor, Odín y Freya en la fe de los antiguos pueblos indoeuropeos nórdicos, por Brahma, Visnú y Shiva en la Trimurti india. Zeus, Poseidón y Hades en Grecia o por la Tríada Capitolina grecorromana, formada por Zeus/Júpiter, Hera/Juno y Atenea/Minerva.

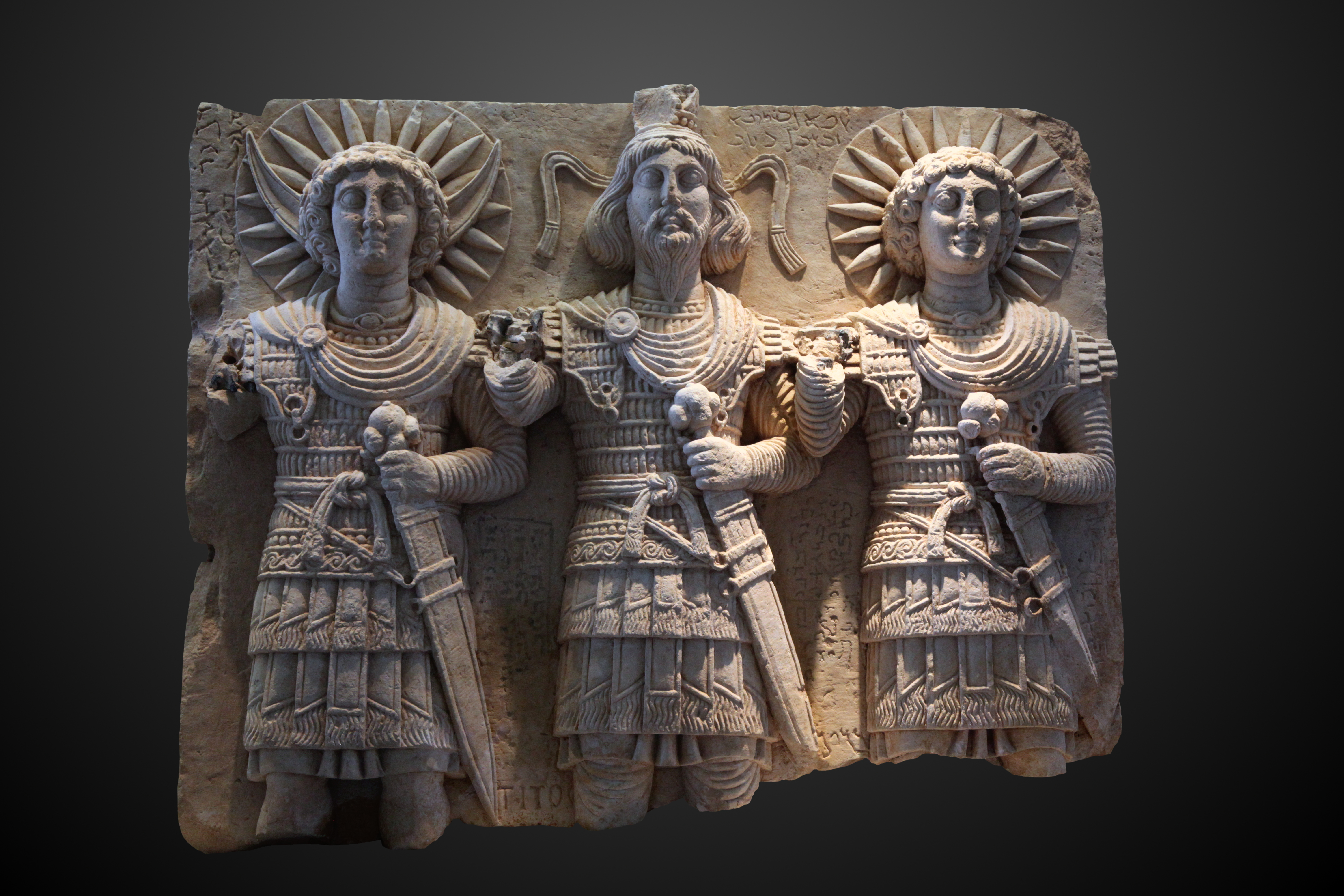
Tríada nabatea: Baalshamin, Aglibol y Malakbel.

La predilección por ese número se extendía también a la sociedad, dividida en tres castas: sacerdotes, guerreros y trabajadores ―roles respectivos de los dioses principales―.
Curiosamente, el nombre del número tres es de los pocos que se expresan ―junto a conceptos como madre, noche o estrella― de manera similar en los idiomas indoeuropeos conocidos.

El paralelismo de la estructura teológica tripartita que muestra la más antigua Roma (y que los romanos reconocen como tal estructura) respecto de otras estructuras indoeuropeas no romanas es sorprendente. La coincidencia se extiende, incluso, a un rasgo importante que ya hemos subrayado en Escandinavia y en India. En la leyenda de los orígenes de Roma, Júpiter y Marte vienen dados de entrada; se trata de dioses constitutivos de la idea misma de Roma y anteriores a la Ciudad: ellos la crean, a través de Rómulo, interviniendo con auspicios. Por el contrario, será precisa una guerra, seguida de reconciliación, para que el dios Quirino, tenido por foráneo, sea admitido, a la vez que los sabinos, en la Ciudad y en la tríada Iovis-Mars-Quirinus, del mismo modo que hizo falta una guerra y una reconciliación para que los Grandes Vanas, Njordr, Freyr y Freyja, adquiriesen naturaleza de Asas y fueran aceptados en la compañía de Odín; y, según otra variante de tipo asimismo indoeuropeo, Quirino es Rómulo divinizado. Es decir, un hombre elevado desde la Tierra al Cielo.

Así, en una y otra variante, mientras que Júpiter y Marte son, desde siempre, dioses romanos y no meros adsciti, dioses de pleno derecho y no hombres transformados en dioses, el elemento último, el que completa la tríada jerárquica, el dios de la prosperidad agrícola, de la masa de los Quirites, de la pax, resulta concebido ya sea como uno dios extranjero, introducido en el momento en el que la Ciudad se completa (y, gracias a la adquisición de mujeres, adquiere condición perdurable), ya sea como un hombre divinizado, una vez terminada su actuación providencial: la heterogeneidad, inicial, al menos, de la tercera función en relación con las otras dos aparece en todos los casos fuertemente marcada.
Georges Dumezil

Algunos autores ajenos al estudio de la historia, la arqueología y la mitología, como Alexander Hislop y Ralph Woodrow, han querido ver en las tríadas indoeuropeas la continuidad de una pretendida trinidad original surgida en Babilonia, presuntamente formada por Nemrod, Semíramis y Tamuz, pero los estudios sobre historia y mitología comparada, incluso aquellos que son favorables a la idea de un origen común de los indoeuropeos, lo desmienten, muy especialmente porque esa supuesta tríada está formada por dioses de culturas y épocas diferentes, no todas indoeuropeas, y con distancias cronológicas de 800 años entre sus respectivos mitos. Estas posiciones, y otras como el documental Zeitgeist, utilizan este argumento más como ataque a las iglesias trinitarias que como exposición científica.

## Algunos rasgos comunes
Los dioses comunes a todos los pueblos indoeuropeos se identifican con un cuerpo celeste tales como el Sol o la Luna, con un fenómeno natural o una parte del mundo: la Tierra como Madre, el Cielo diurno como Padre, los Gemelos divinos como los hijos, a Aurora como la hija, la Luna; quizá también el Fuego, pero este elemento no es divinizado en el seno de muchos pueblos indoeuropeos, que lo reemplazan por el hogar. A partir de la designación indoeuropea de Dios, *deywo, de una frecuente oposición entre dioses y mortales y de una fórmula común entre Grecia y la India, Antoine Meillet concluía que los dioses indoeuropeos eran considerados «celestes y luminosos, inmortales y dadores de bienes» y añadía a los cuerpos celestes y a los fenómenos naturales «los hechos sociales divinizados», tomando como ejemplo a Mitra, «pacto de amistad».

### La creación

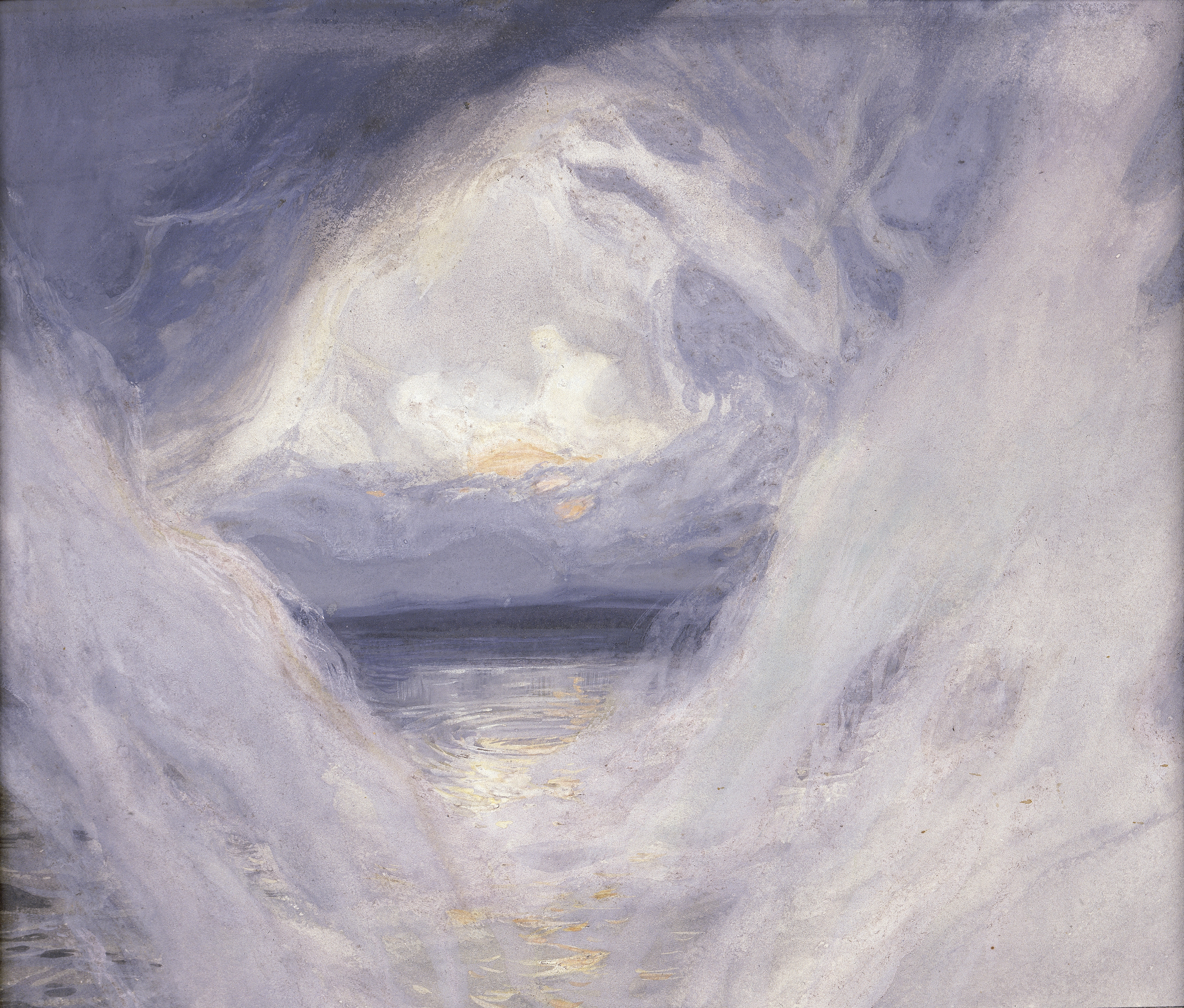
La creación, de Tissot.

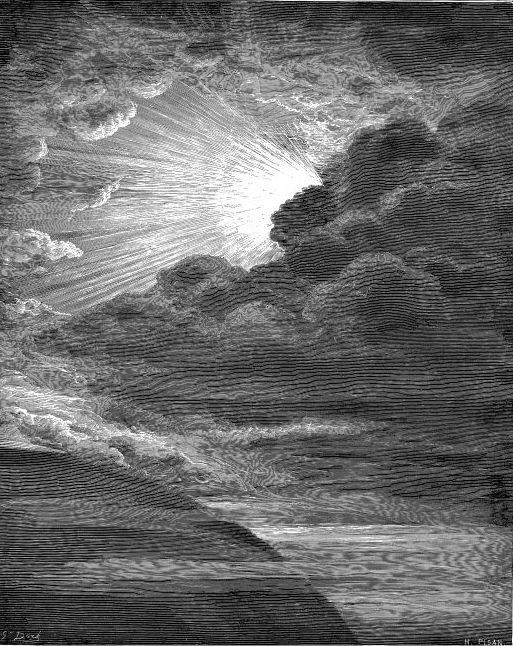
Creación de la luz.

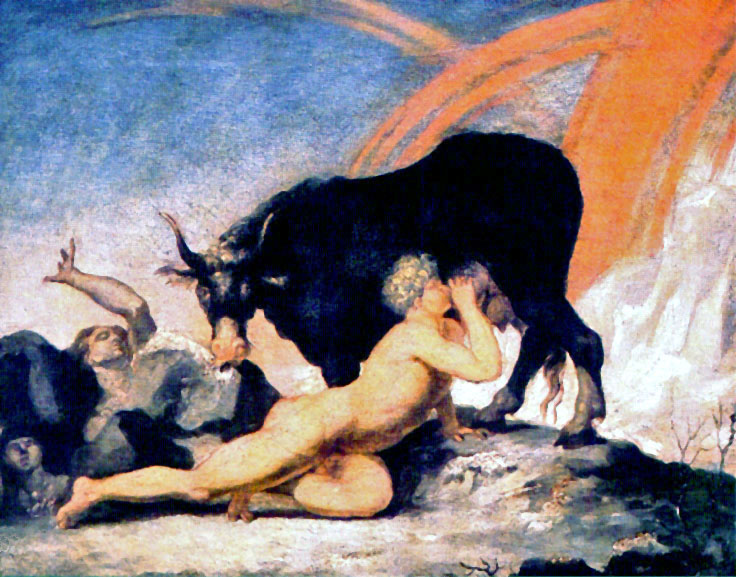
Ymir.

Los dioses eran la representación humana de la naturaleza que rodeaba a la familia. Como fuerzas naturales que eran, vivían y morían. Participaban de un ciclo de generaciones eternas, el ciclo del eterno retorno. [cita requerida]
Sus sacerdotes consideraban la existencia de un principio inamovible, que regía la vida y el destino, que ni los dioses podían controlar, el devenir. Todas estas fuerzas divinas (y sus deidades primordiales), surgían de un inmaterium, un insondable Océano cósmico que desde siempre existía, en el que un Espíritu volaba por encima del agua. Este tipo de mito de la Creación se dio en Egipto, Oriente Medio e incluso en la religión griega, resultando común no solo entre los indoeuropeos, sino también entre los semitas, formando parte incluso de las grandes religiones monoteístas. [cita requerida]
Del Espíritu surge una masa orgánica, sin forma, que fue separada por un dios, Señor del aire y de la atmósfera. En las estrellas quedaba otro dios, Señor del Firmamento, que acabará por convertirse en un dios ocioso, cuya función pasa a un segundo plano, no en importancia sino en términos pragmáticos. Otra diosa era la Tierra, que quedaba debajo del Firmamento y del Aire ―sometida a los dioses masculinos, como la mujer indoeuropea estaba estrictamente sometida al hombre, se identifica a su vez la primera Tríada―. De estos materiales (y/o deidades creadoras) surgían los demás dioses. He aquí un texto alusivo, extraído de la antigua religión sumeria:
En aquellos días, en aquellos días arcaicos,
En aquellas noches, en aquellas noches arcaicas,
En aquellos años, en aquellos años antiguos...
Cuando el Cielo había sido separado de la Tierra,
Y cuando la Tierra había sido separada del Cielo...
Habiéndose apoderado An del Cielo,
Y habiéndose apoderado Enlil de la Tierra,
Y habiéndose entregado el infierno a Ereshkigal.
De los amoríos de estos dioses, nacerían otros dioses como el Señor de los campos y del agua dulce, uno de los dioses más sabios ―dado que era quien sustentaba las bases de su modo de vida, la explotación agropecuaria―. Bajos sus dominios tendríamos el Infierno de Siete Cerrojos, guardado por el Señor de los Siete Cerrojos, un dios (Caronte, Hermes, Anubis, etc.) que acompañaba al difunto a cruzar los Siete Patios o regiones de que consideraban que constaba el mundo de ultratumba, situado debajo de la tierra o en el fondo del mar, según las diversas culturas indoeuropeas.
Los Señores del Infierno constituían un matrimonio, llamados Nergal y Ereshkigal (en la mitología sumeria), y Hades y Perséfone (en la griega). Esta última diosa del Averno, era considerada estéril; junto a su marido, eran dioses de la inmundicia que vivían en el polvo, la nada, que era donde acababa la vida material, siendo destruido el cuerpo del finado por las tribulaciones de las Siete regiones del infierno para la purificación del alma y su metempsicosis (reencarnación). Milenios más tarde, muchos de los rasgos de los dioses infernales serían atribuidos a Satanás por el cristianismo.
El dios del sol, masculino, era importantísimo, porque justificaba los linajes monárquicos y aristocráticos, y formaba tríada con la Luna y la sexualidad, principal divinidad femenina con la importante función de bendecir la procreación ―en una época de altísima mortalidad―, divinizada en Venus por los helenos, y en Ishtar por los indoeuropeos del Oriente Medio, conocida en fenicio como Astarté.

#### La omnipresencia de lo sagrado
Una de las conclusiones de los estudios comparativos de religiones indoeuropeas, y de estas con sistemas posteriores, es que en general se consideraba que la dignidad humana provenía de su continuidad con los dioses, culminando en el hombre la naturaleza emanada de los Inmortales.
La continuidad de la naturaleza divina se extiende a los animales, a las plantas y al conjunto de la naturaleza, comprendidos en ello también los minerales y los objetos inanimados.
Una de las antiguas concepciones sobre el origen de la humanidad identifica a la primera pareja humana con los vegetales.
Muchos animales, en particular las aves, han sido consideradas como las mensajeras de los dioses.
Las corrientes de agua son divinizadas: son dioses en Grecia y en Roma, diosas en la India.
Esta sacralización universal es una de las principales características del paganismo indoeuropeo. Su traducción filosófica es el panteísmo.

### El fin del mundo

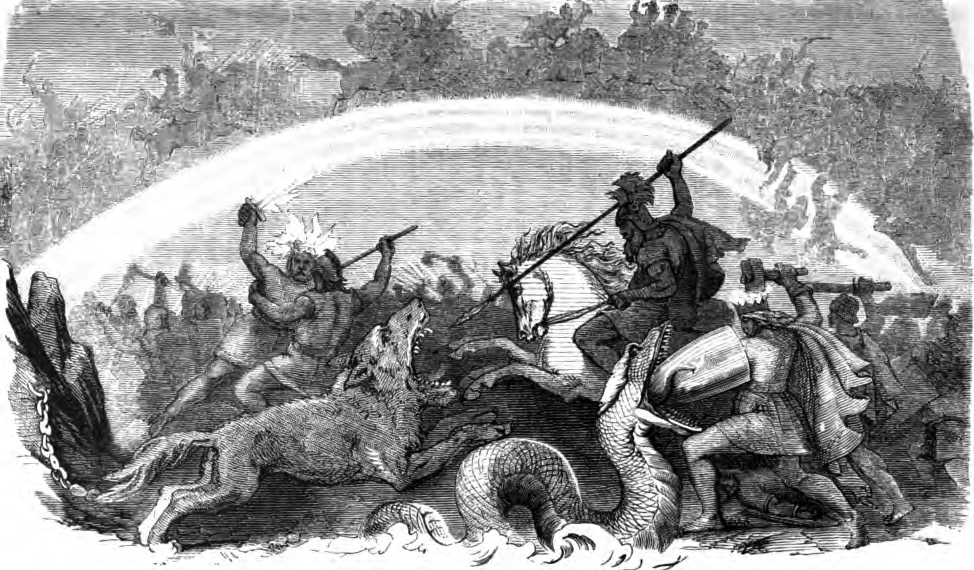
Batalla de los Dioses de F. W. Heine.

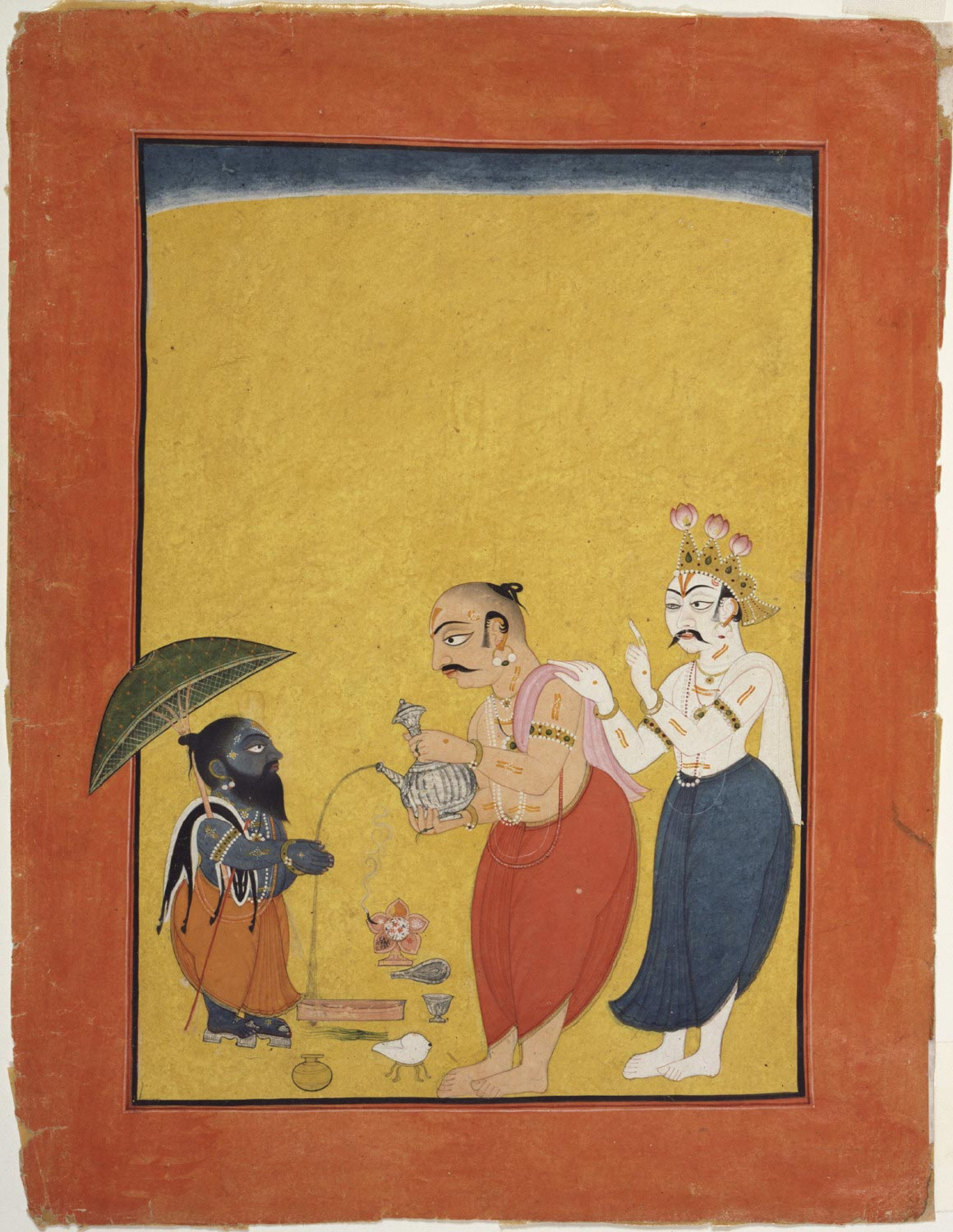
Vamana, Bali y Shukra.

Georges Dumezil, siguiendo adelante en su comparativa religiosa, descubrió importantísimos paralelismos entre el Ragnarök nórdico y el Crepúsculo de los dioses del hinduismo.
Según las sagas y la poesía escáldica de los pueblos nórdicos, Loki y sus criaturas, el lobo Fenrir, la serpiente de Midgard y Hell, se abalanzarán contra los dioses y aparecerán como los vencedores. Al final, el lobo Fenrir deberá abrir su hocico gigantesco, su mandíbula superior alcanzando el cielo. Está a punto de engullir al mundo, cuando surge Vidar. Un pie sobre la mandíbula inferior del lobo, su brazo tendido hacia la superior, destruirá ese hocico monstruoso. Gracias a él, un nuevo mundo vivirá. Su dios supremo será un hijo de Odín, Balder, el ser más bello y más sabio, del cual nuestro tiempo se privó por la perfidia de Loki. Entonces, gracias a Balder, la justicia reinará sobre la Tierra.
Georges Dumezil establece una analogía entre Vidar y Visnú. El día en que, según los hinduistas, el rey Bali logró conquistar al mundo y a expulsar a Indra, Visnu se presentó bajo la forma de un enano, y le pidió al vencedor adquirir el espacio que podría cubrir en tres pasos. Bali aceptó. Pero Visnú en esos tres pasos recorrió la tierra, al aire superior y el cielo, y así, Indra recobró su posesión del mundo.
Concluye Dumezil, por tanto, que los indoeuropeos creían que gracias a dioses como Vishnú o Vidar, no estaban abandonados a los monstruos o a la Nada. Que no había ninguna desesperación en ese Crepúsculo de los Dioses que imaginaban los indoeuropeos. Pues, significaba por el contrario la espera de un mundo mejor. Solo se trataba de un mal momento que era preciso sobrellevar antes de ese Edén futuro.

### El dios del cielo

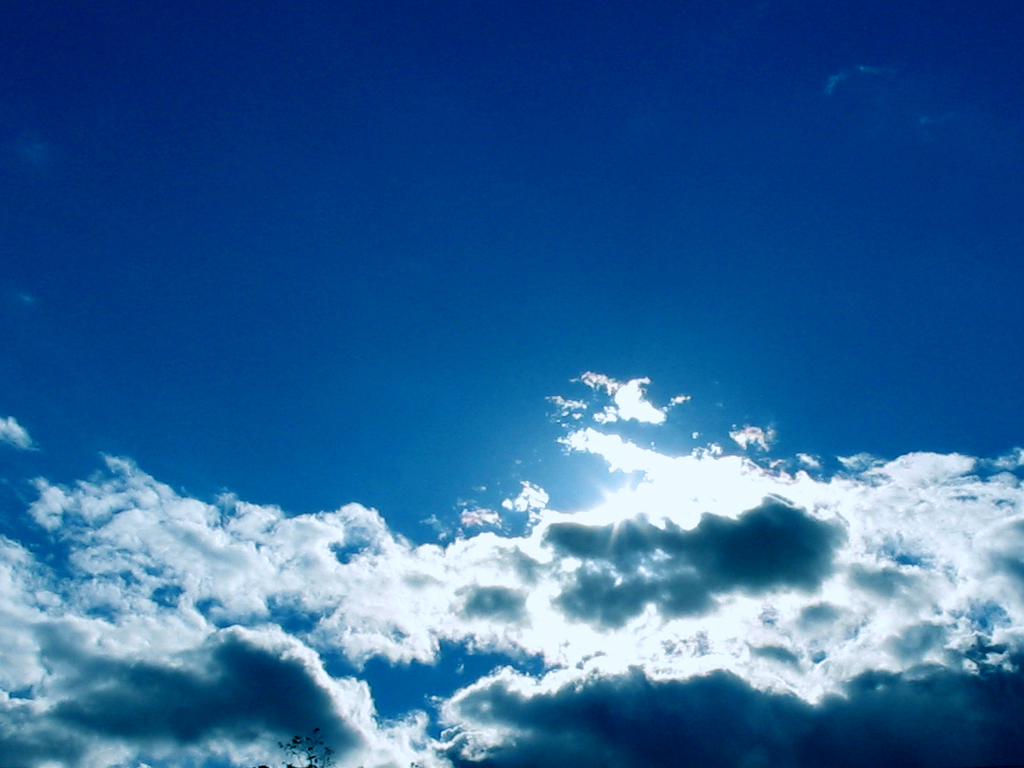
Cielo Matutino.

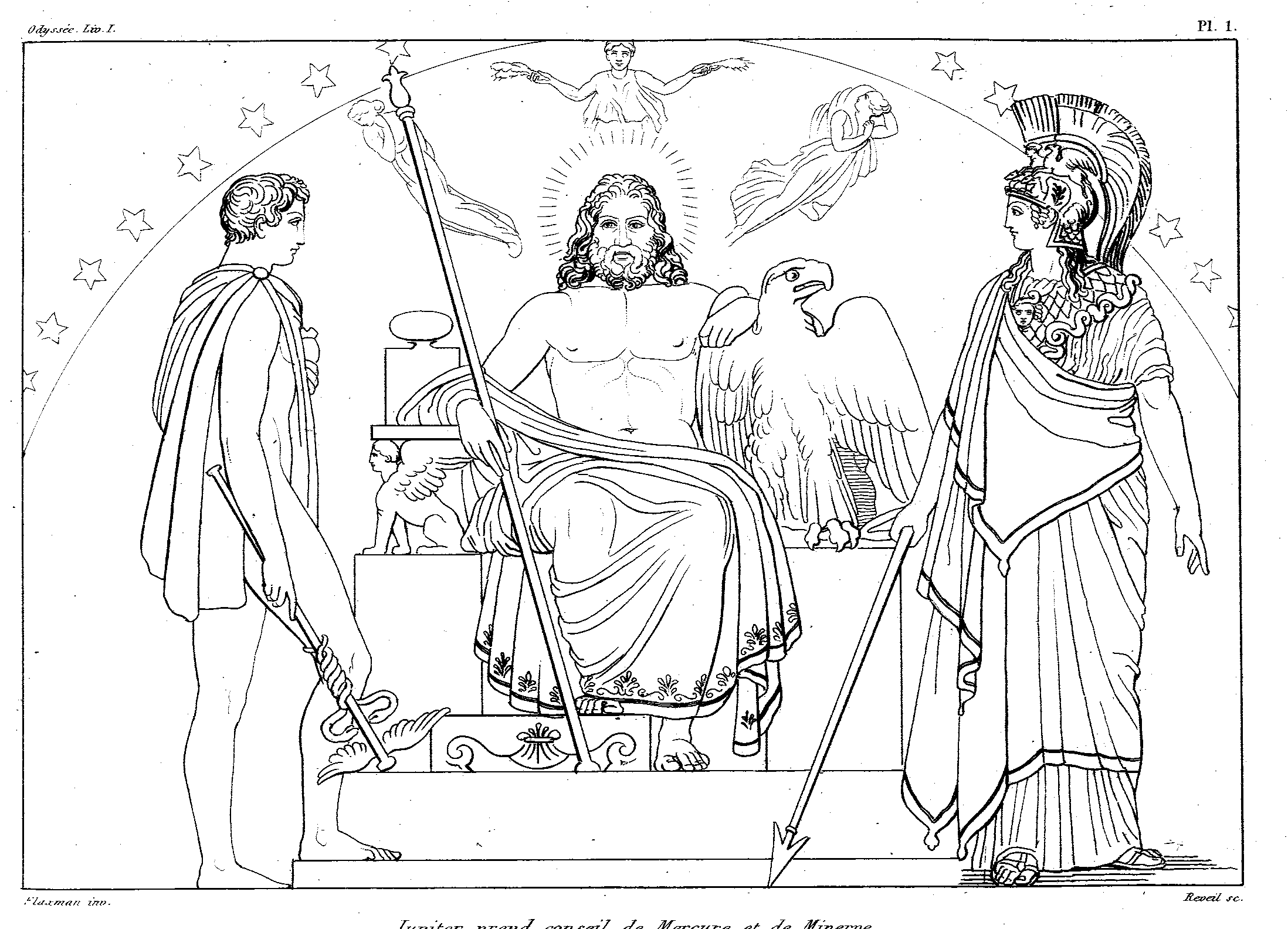
Zeus.

La palabra dios (*deywos) tiene la misma raíz que la palabra día (*dyew-), debido a que la mayoría de las culturas asocian el bien con la luz y el cielo, así como el mal con un mundo subterráneo y oscuro, similar a la tumba que recuerda la experiencia más dolorosa, la temporalidad humana y la pérdida de los seres queridos.
Pese a su politeísmo organizado en tríadas, la divinidad primera de los indoeuropeos, demiurgo del universo, era conocida por un nombre común: Dyeus, de donde derivan los actuales términos de dios y de día (en las lenguas herederas de las indoeuropeas), así como el nombre latino de Iuppiter, los griegos Zeus y theos, las palabras sánscritas dyaus (cielo) y devah (dios), el persa daeva (demonio, al convertir a Indra y demás dioses en tales por la reforma monoteísta de Zoroastro en el Avesta), Tig, day y Tuesday en inglés, etc.
Etimológicamente, dyeus solo significaba ‘cielo luminoso’, cambiando después los atributos de su correspondiente dios entre las diversas religiones de los pueblos indoeuropeos, manteniéndose sin embargo el nombre.
El nominativo de su nombre latino, Iuppiter, compuesto de Dyeus y de pater, coincide punto por punto con el de Dyaus pita del sánscrito (y tiene muchas concomitancias con la locución griega homérica, aplicada a Zeus: patér andrón de theón te (padre de los hombres y de los dioses).
En el mundo védico, Dyaus pita es una divinidad de muy escasa relevancia en comparación con Varuna, cuyo dominio preferente es el cielo (su homónimo griego, Ouranós, hubo de traspasar a Zeus, en cambio, casi todos sus poderes sobre el cielo, quedando él como mera personificación del firmamento). Por el contrario, tanto el Iuppiter itálico como el Zeus griego no solo mantuvieron su rango de señores del cielo, sino que lo elevaron notablemente con otras prerrogativas.
Quiere esto decir que en época prehistórica, cuando los indoeuropeos aún no
habían experimentado la diáspora de sus agrupaciones, Dyeus no era más que lo que su
nombre indica, un dios del cielo al que se reconocía una paternidad universal. Esto fue lo que siguió siendo el Dyaus de los Vedas. En cambio, los antepasados de los griegos y de los itálicos hicieron de Zeus y de Iuppiter, respectivamente, algo muchísimo más grande: por una parte, el soberano de los dioses y de los hombres: por otra, el dios del rayo.

### El dios de la guerra

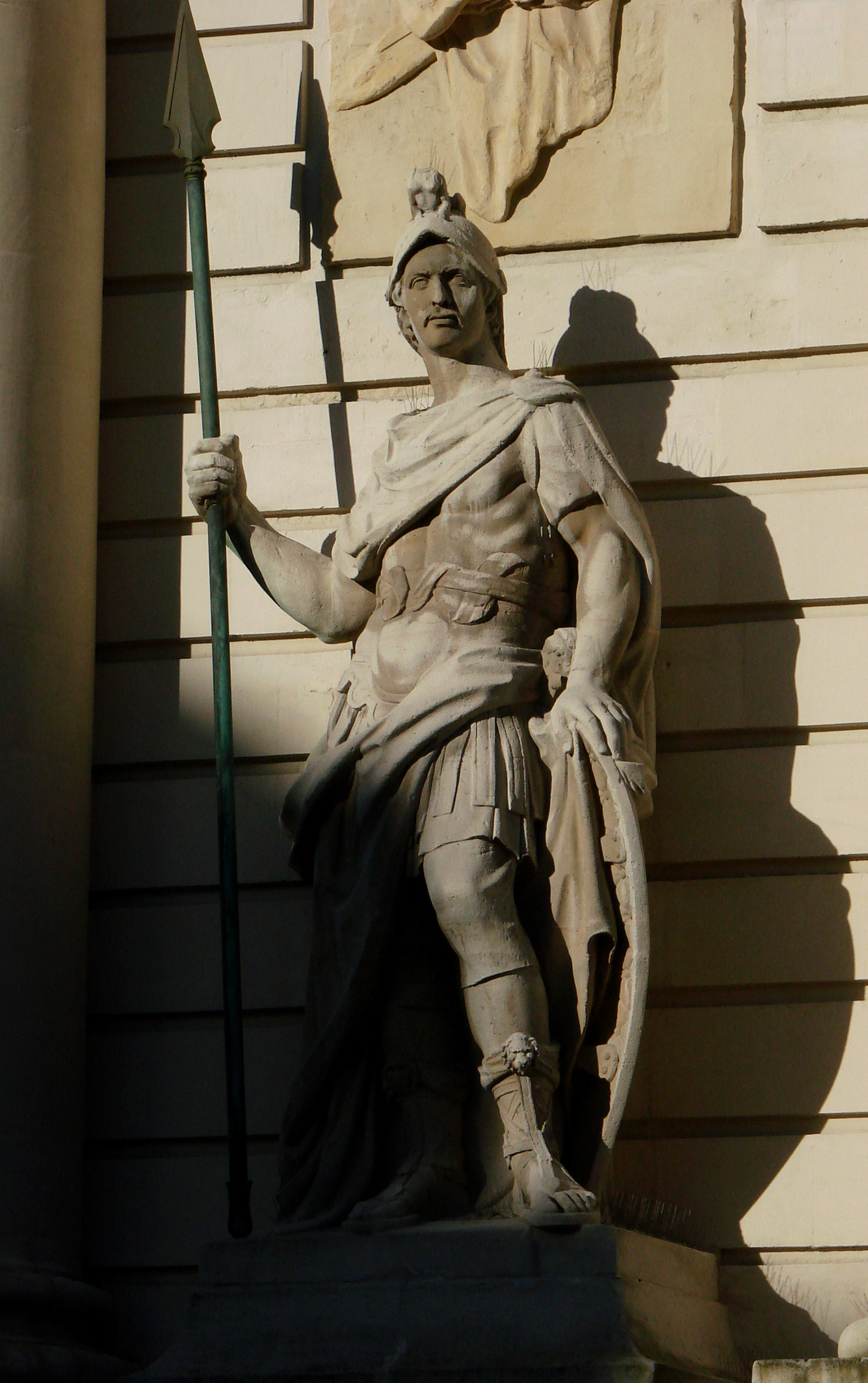
Marte.

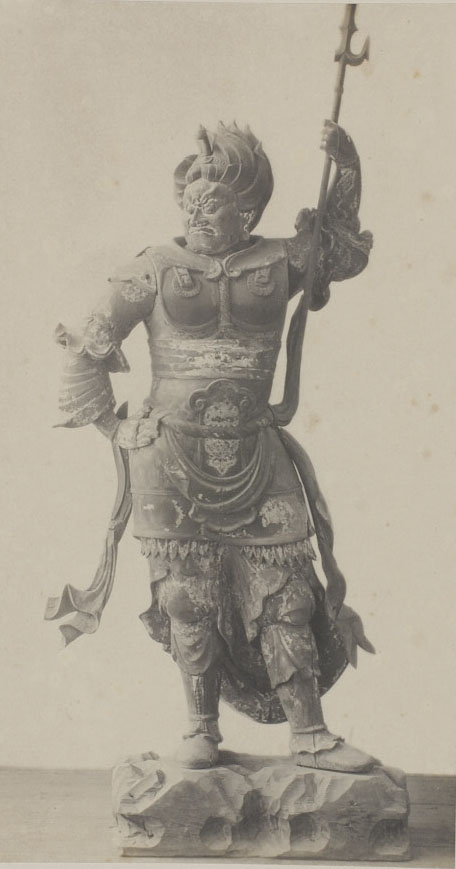
Indra de los doce generales celestiales.

La dilatada expansión territorial de los indoeuropeos, que si por un extremo los llevó a la India, por el otro hizo llegar a Irlanda e incluso a Islandia, se verificó en buena parte en virtud de una institución que se mantuvo hasta época plenamente histórica y que los latinos denominaban ver sacrum (primavera sagrada). El nombre encubre una realidad bien cruenta. De cuando en cuando, bajo el imperativo de la superpoblación o de la carestía, los jóvenes de una misma generación se ponían en marcha en busca de tierras en que vivir, expulsando de ellas a sus moradores o sometiéndolos por la fuerza.
El genio tutelar de estos cuerpos expedicionarios se llamaba Marut-Mawrt, de donde se deriva el latín Mars (Marte), nombre del dios de la guerra. El dominio específico de este dios en casi todas partes, era la guerra como medio de defensa de la comunidad. Su acción estaba orientada, por tanto, hacia fuera, hacia donde el enemigo potencial tenía su sede. De ahí que originariamente su lugar de culto se hallase extramuros de la ciudad o poblado. Su acción defensiva era susceptible de aplicarse a otras amenazas, como las plagas del campo. A este propósito los romanos hacían desfilar en solemne procesión alrededor de sus campos a los tres animales ―el cerdo, la oveja y el toro―, la suovetaurilia, que componían la ofrenda al dios.
Aunque en época histórica los romanos no realizasen sacrificios humanos, sabían que muchos pueblos bárbaros sacrificaban víctimas humanas al dios de la guerra, y que a continuación de éstas la ofrenda preferida por el dios era la de los caballos. En este punto ellos se mantenían fieles a lo que parece haber sido el ritual primitivo, cerrando la estación de Marte con el sacrificio de un caballo.
La institución se mantenía vigente entre los indoeuropeos de la Hispania prerromana.
De los lusitanos dice Estrabón: «Cuando la víctima cae [se refiere probablemente a víctimas humanas] hacen una primera predicción por la caída del cadáver... A Ares sacrifican machos cabríos, y también cautivos y caballos».
Prueba de la antigüedad de estos ritos es la correlación existente entre el equus october de los romanos y el asvamedha védico, el sacrificio del caballo en honor de Indra. El sacrificante había de ser un rashan (un rey, la misma palabra que el latín rex y que el celta rig), y la víctima, un caballo que hubiese dado pruebas de velocidad en una carrera, el caballo de la derecha de la cuadriga vencedora. El caballo quedaba en libertad durante un año, vigilado por súbditos del rey. Si estos no conseguían guardarlo y defenderlo, y el caballo caía en manos extrañas, el rey no podía ser promocionado entre los de su rango. Si, por el contrario, el caballo superaba la prueba, era sacrificado según ritual muy complejo.

### La posición del fiel ante los dioses

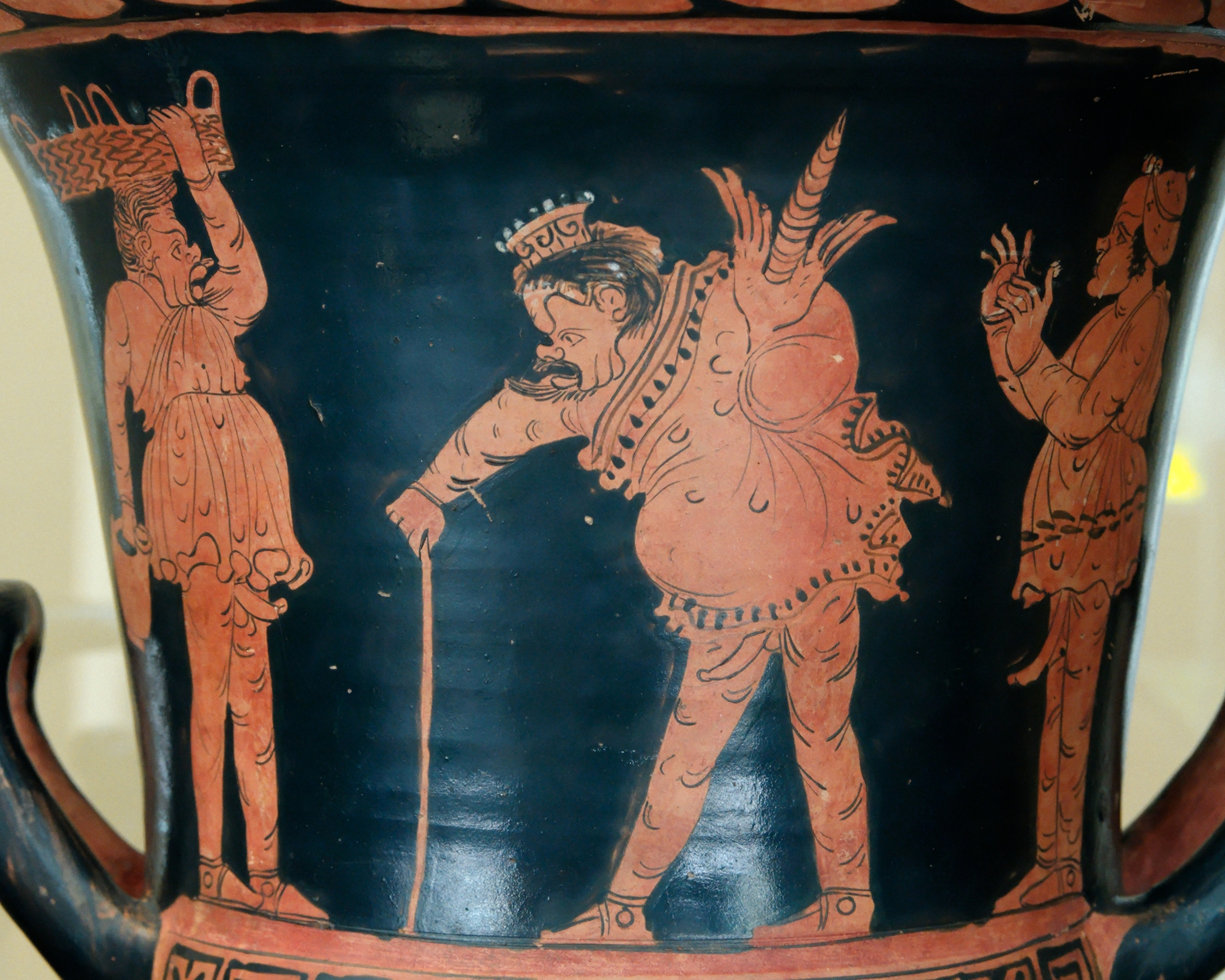
Parodia de Zeus en una vasija de artesanía griega

El culto negativo, de respeto a las tradiciones, solo implicaba la observancia de una especie de contrato social entre la divinidad y la comunidad fundada en su honor.
Un rasgo sorprendente para los actuales arqueólogos, es que a diferencia de algunas religiones antiguas, y de la inmensa mayoría de las actuales, en pocas culturas indoeuropeas se observaba a los hombres postrarse a los pies de los dioses, rostro en tierra. Por el contrario, un rasgo común a los textos sagrados de las culturas indoeuropeas era la actitud de camaradería que algunos sacerdotes y guerreros llegaban a tener con los dioses (por ejemplo, Krisna y Aryuna en el Bhagavad-guita, Eneas y Venus en la Eneida).
Incluso, en algunos contextos como el teatro o la artesanía, se llegaba al punto de mofarse de los dioses, sin que existiera al respecto temor por su ira, a menos que se violaran las promesas a ellos realizadas.
Algunas castas llegan a ser representadas como iguales frente a los dioses, como ocurría con los sacerdotes en Egipto y los guerreros en el mundo nórdico, al punto de permanecer de pie, frente a frente y con la misma altura, e incluso utilizando el saludo común indoeuropeo, brazo en alto.

#### Los dioses extranjeros
Debido a los estrechos lazos que unían a los círculos comunitarios indoeuropeos con sus divinidades, los expertos entienden que se trataba de cultos locales, sin ánimos proselitistas, que establecían cierto nacionalismo en su religión, lo cual conllevaba en principio la exclusión del culto a dioses extranjeros, costumbre que se perdería con las grandes migraciones que supusieron las expansiones de los imperios, dado que colonos e inmigrantes llevaban consigo sus dioses hacia las nuevas tierras descubiertas, creando un crisol de culturas en las capitales de provincia, no digamos en los centros de poder, las grandes ciudades cabeza de los imperios, como Babilonia, Persépolis, Atenas o Roma.
Si el culto a los dioses nacionales es exclusivo, los dioses extranjeros son considerados como dioses reales que protegen a los extranjeros, pero que pueden ser tanteados en caso de conflicto. Es por lo que en ocasiones los dioses extranjeros han sido introducidos en el conjunto de los dioses romanos, por ejemplo.
Sin embargo, también se dan casos de interpretación de las mitologías entre pueblos indoeuropeos enfrentados, para mejor comprender al adversario, antecediendo y confirmando los trabajos de Georges Dumezil: lo hace Cayo Julio César en La guerra de las Galias (6.7) para los dioses galos, Tácito en La Germania (9), para los dioses germanos: tanto los unos como los otros son designados por nombres de dioses romanos. Esta designación implica que los dioses son los mismos y que su única diferencia lo es solamente en el orden lingüístico.
Contrariamente, se observa en una parte del antiguo mundo iranio una verdadera demonización de los dioses del enemigo indio, dado que son los de sus ancestros comunes: la denominación indo-irania de los dioses, *daiva (*deywo) se convierte en la de los demonios. Muchos nombres divinos han corrido la misma suerte: el Avesta conoce un demonio Indra, que lleva el nombre de uno de los más grandes dioses de la India védica. Puede verse en estas dos tendencias extremas nuevos elementos de sentido contrario a partir de una situación inicial en la cual los dioses de los extranjeros son, por sí mismos, también extranjeros, con los que se puede tratar pero, por tanto, sin poder adoptarlos.

## El sacerdocio

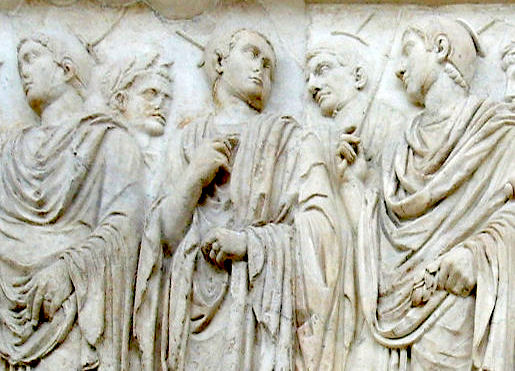
Ara pacis (‘altar de la paz’) friso del lado oeste 2 B

*bhlagh(s)men es la palabra indoeuropea que los lingüistas reconstruyen como base de otras dos, tan distantes en el espacio, como son las empleadas por los latinos y por los indios e iranios para designar a sus respectivos sacerdotes, flāmen en el primer caso y brāhmaṇa (brahmán) en el segundo.
El primitivo rēx, el rey latino, cuenta con un sacerdote a su servicio, como su equivalente védico, el rasha (rājaḥ) ―la tan conocida palabra majarash (mahārājaḥ) es fácil de trasladar al latín por magnus rēx) cuenta con un brahmán como capellán personal.
La misma relación existía en Irlanda entre el rī, el rey de los celtas irlandeses, y su druida propio, aunque el nombre de éste ―derivado del de la encina― no guardase relación con los de sus homólogos latino e indoiranio.
Según Joseph Vendryes, quienes mantuvieron este espíritu conservador que se aprecia en las áreas marginales del mundo indoeuropeo fueron precisamente los sacerdotes. He aquí su explicación:

La India y el Irán, por una parte, Italia, la Galia y las islas Británicas, por otra, han conservado en común ciertas tradiciones religiosas, gracias al hecho de que estos países son los únicos del ámbito indoeuropeo en poseer colegios de sacerdotes. Brahmanes, druidas o pontífices, sacerdotes del vedismo o del avestismo, a pesar de diferencias que saltan mucho a la vista, tienen, sin embargo, en común el mantenimiento de una tradición única. Estas organizaciones sacerdotales suponen un ritual, una liturgia del sacrificio, en suma, un conjunto de prácticas de aquellas que menos se renuevan. Pero no hay liturgia ni ritual sin objetos sagrados cuyos nombres se custodian, sin plegarias que se repiten sin cambiar nada en ellas. De ahí, en los vocabularios, conservaciones de palabras que no se explicarían de otra manera.

## Posiciones escépticas
El hecho de que autores como Antoine Meillet y otros encuentren concepciones opuestas sobre asuntos esenciales de una religión, tales como el sacrificio o el sacerdocio (*bhlh2ghmen), incluso en el seno de un mismo pueblo, les ha llevado a cuestionarse seriamente la existencia de la religión primigenia indoeuropea. Por ejemplo, sobre los sacrificios, en la Grecia antigua, unas ciudades consideraban que el sacrificio invitaba a los dioses a participar de las ceremonias, mientras que para otras el fuego elevaba la ofrenda votiva hasta el dios al que se le dedicaba, que se deleitaba con el humo.
Estos historiadores, prehistoriadores y arqueólogos consideran que los trabajos de Dumezil y otros no han conseguido demostrar una unidad ni un origen común y/o equivalente de los dioses, los sacerdotes y los cultos de los pueblos indoeuropeos. Sobre la base de ello rebaten la idea de la identificación del brahmán indio con el flāmen romano (ambos derivados del término *bhlh2ghmen ‘sacerdote’) y cuestionan la identificación entre el sacrificio del caballo indio y el october equus romano.
Entre estos autores, no solamente se encuentran los detractores de Georges Dumezil, sino también Edgar C. Palome, quien en su trabajo Das pferd in der religion eurasischen volker, die indogermanen und das yerrf se hace eco de las críticas arriba mencionadas.
Estos autores reconocen, sin embargo, la genialidad de Dumezil en su Teoría de las tres funciones, que para ellos representa ciertamente un avance considerable en el conocimiento de la tradición indoeuropea, en paralelo al ceremonial reconstruido. Pero dicha hipótesis está representada de manera diferente en las diversas religiones, y principalmente en los panteones de cada cultura. Si puede encuadrarse perfectamente en este marco una buena parte de las divinidades indoiranias y germánicas, no es tan sencillo hacerlo en el caso de los olimpos griegos y celtas y, en el caso de los olimpos romanos, las tres funciones se manifiestan casi exclusivamente en la «tríada arcaica: Júpiter, Marte y Quirino».

### Diversidad escatológica
Uno de los problemas con que topan los estudiosos de las religiones politeístas indoeuropeas es que no tenían dogmas propiamente dichos sobre el mundo de ultratumba. Todo lo que concierne a la naturaleza de los dioses o a su número, el origen del mundo, su devenir, los fines últimos del hombre, se elevaba al mito.
La verdad o armonía (*h2rt(h)-, > latín ar(t)-s ‘arte’, > griego arithmos ‘número’), que era el valor central del mundo indoeuropeo, concierne al comportamiento del hombre en este mundo, la fidelidad a los suyos, a la palabra dada y no a la versión de la mitología, de la cosmología, de la cosmogonía que el hombre adoptaba o inventaba.
Formulado por la India brahmánica, las dos primeras posibilidades según la concepción largamente difundida de las «tres vías de ultratumba», permanecer por la gloria (el «camino de los dioses»), sobrevivir por la descendencia (el «camino de los padres»), y el camino del misterio, conllevaban la ausencia de supervivencia para aquellos que no dejaban tras de sí ni recuerdos, ni posteridad, ni descendencia, excluyendo además la supervivencia individual. Pero esta consecuencia lógica contradecía el sentir de aquellos que concebían el Más Allá como una prolongación de la existencia terrestre, muy arraigado en el mundo indoeuropeo, como demuestran los ajuares funerarios que proveen al difunto de lo que puede necesitar en la «otra vida».
Por ejemplo, en la Brijad-araniaka-upanishad, el sabio Iagña Valkia escandaliza a su esposa preferida cuando le comunica que no hay conciencia después de la muerte.
Esta concepción, que era la de la Grecia homérica, resultaba extraña o insatisfactoria para aquellos que deseaban una supervivencia consciente, y que encontraron en los misterios ―culto a Dionisos, mitraísmo, orfismo, pitagorismo, platonismo y neoplatonismo―, y más tarde, durante el período final, en las grandes religiones, ajenas al mundo indoeuropeo ―budismo, cristianismo, islam― una respuesta a sus deseos, lo que también podría haber sido quizás la principal causa de disolución de aquel mundo.